# Heure de Katmandou
L’heure de Katmandou est un fuseau horaire ayant existé au Népal jusqu'en 1986.

## Historique
L'heure de Katmandou correspondait à une approximation de l'heure solaire moyenne de Katmandou, la capitale du pays, en avance de 5 h 41 min 16 s par rapport à GMT et était fixée à GMT+5:40.
Le Népal se décala à UTC+5:45 en 1986.